# 水星计划七人

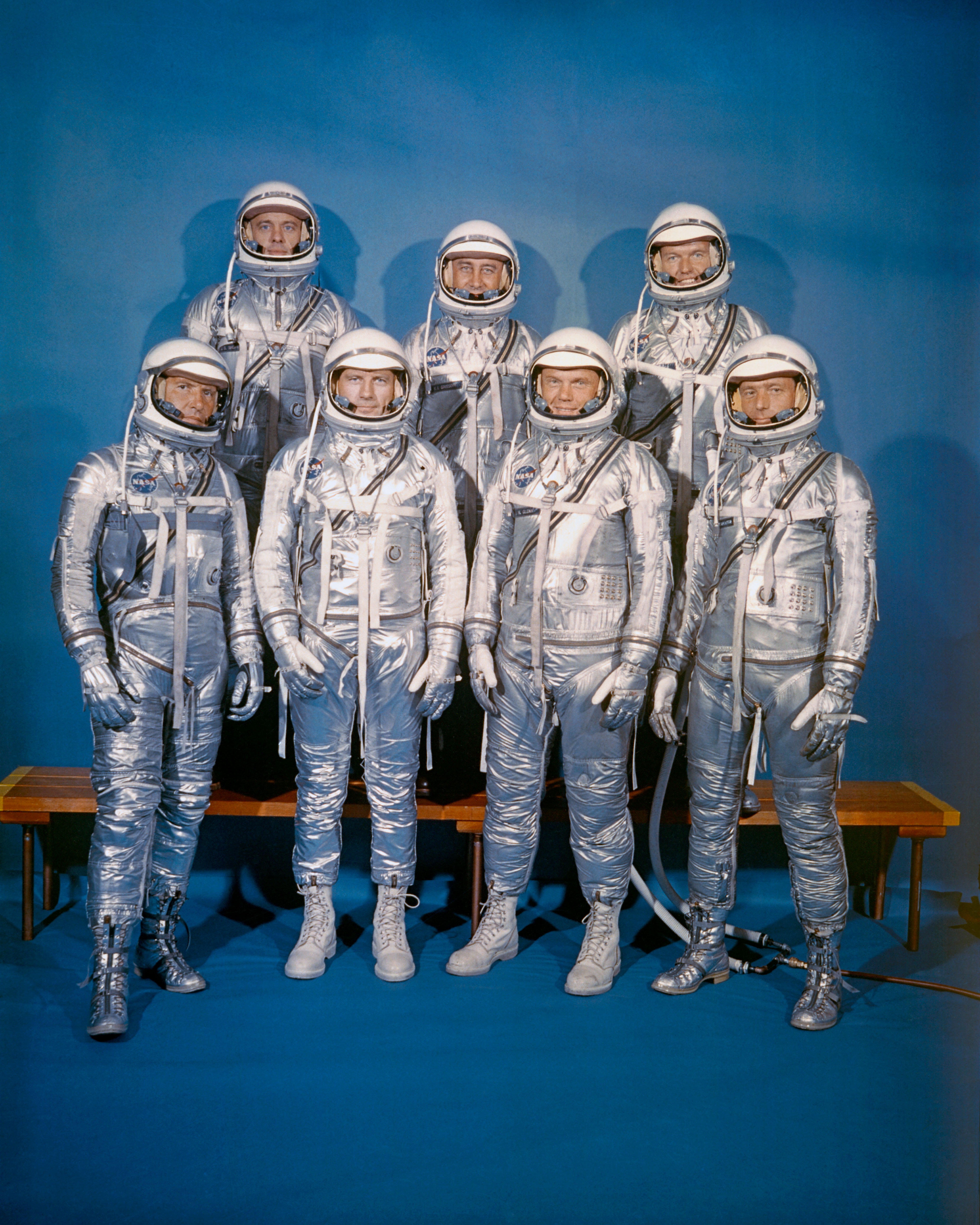
水星計劃七人於1960年的合影
後排：艾伦·谢泼德、古斯·格里森、戈尔登·库勃
前排：瓦尔特·施艾拉、迪克·斯雷顿、约翰·格伦、斯科特·卡彭特 (Note: 由於生產條件限制，史雷頓和格倫穿著噴塗了銀漆的工作靴拍攝宣傳照。)

水星計劃七人（英語：Mercury Seven）是獲選參與水星计划的七名太空人的合稱。他們又被稱為「最初七人組」和「第一組太空人」。1957年，苏联成功把人造衛星史普尼克1號送入太空，拉開美蘇兩國爭奪航天實力的競賽。為了應對危機，總統德怀特·艾森豪威尔決定成立美国国家航空航天局（NASA），負責國家太空計劃的總體方向。之後，空軍把人类最早进入太空计划移交予NASA。為了把人類送上地球軌道，NASA開展水星计划，並為其招募太空人。製定遴選標準後，NASA向國防部取得合資格軍事試飛員的紀錄，再經層層篩選，最終協調出七人。1959年4月9日，NASA公開他們的名字：斯科特·卡彭特、戈尔登·库勃、约翰·格伦、古斯·格里森、瓦尔特·施艾拉、艾伦·谢泼德、迪克·斯雷顿。七人在美國開創了全新的職業，並在未來幾十年中樹立了美國太空人的形象。
在1961年5月至1963年5月之間，七人之中只有史雷頓因身體問題而未能升空。舒柏於1961年成為第一個進入太空的美國人，再於1971年乘坐阿波罗14号踏足月球。卡本特在1962年執行任務，環繞地球軌道三圈。庫珀於1963年執行水星計劃最後一次載人飛行任務，成為首位在軌超過一天的美國太空人，也是最後一位單獨進入太空的太空人。葛利森於1965年執行双子座计划首次載人飛行任務，成為首位兩度飛入太空的美國太空人。不過在1967年，他參與阿波罗1号預發射測試時不幸遇難。施艾拉先後參與了三次載人飛行任務，他除了是首位三度進入太空的人之外，還是唯一一位執行過水星、雙子座、太陽神任務的人。史雷頓在執行水星計劃載人飛行任務前夕，因確診心律不整而被停飛；他於1975年參加阿波罗-联盟测试计划，出任對接艙駕駛員，乘坐最後一艘阿波羅太空船進入太空。格倫於1962年成為首位進入地球軌道的美國太空人，再在1998年獲選為平民載荷專家，乘搭發現號太空梭參與STS-95任務，以77歲高齡成為環繞地球軌道飛行的最年長者。作為水星計劃七人中最後和最年長的一位成員，格倫於2016年以95歲高齡離世。

## 背景
1957年10月4日，苏联的人造衛星史普尼克1號發射升空並成功進入軌道，拉開了冷战時期與美国在技術和意識形態方面競爭的序幕，史稱太空競賽。蘇聯的成功無疑說明美國在太空科技領域處於下風，同時深深震驚美國民眾。一個多月後，蘇聯又成功地把史普尼克2號送進太空，這次人造衛星更搭載了太空犬萊卡。美國情報分析師認為，蘇聯正計劃將人類送入軌道，迫使美国空军和美國國家航空諮詢委員會竭盡全力來實現這一目標。
美國空軍發起航天計劃人类最早进入太空计划（MISS），獲參謀長聯席會議批准，並申請1.33億美元撥款。然而，MISS遭遇技術挑戰、所需成本高昂，進而導致難以獲取資金，更令本應支持計劃的國家航空諮詢委員會和高等研究計劃署對此產生分歧。問題核心在於美軍無法為MISS提出明確的軍事目的。
與此同時，為應對史普尼克危機，美國總統德怀特·艾森豪威尔決定成立全新民事機構——国家航空航天局（NASA），取代國家航空諮詢委員會並負責美國太空計劃的總體方向。1958年9月，空軍同意將MISS的職責移交予於同年10月1日成立的NASA。11月5日，太空任務組（STG）在弗吉尼亚州漢普頓的NASA蘭利研究中心成立，航空航天工程師羅伯特·R·吉爾魯斯出任組長。11月26日，NASA局長托馬斯·格倫南和副手休·德萊頓，採納STG太空飛行開發部主任艾比·西爾維斯坦的建議，將载人航天計劃命名為「水星计划」。12月17日，適逢莱特兄弟首次飛行55周年，格倫南正式對外公布。水星計畫的目標是將人類送上地球軌道，再讓他平安返回，並評估人類在太空環境的能耐。

## 遴選標準
STG必須為將要飛入太空的人確定外號。1958年12月1日，STG舉行腦力激盪會議；雖然水星計劃的目標僅是將人類送上地球軌道，但會上卻有人想到與（飛翔員）類比，並提出一詞，大意為「星際旅人」。成員以為自己創造了新詞，但實際上這個詞彙自1920年代以來就已經出現在科幻小說內。其後，由查爾斯·J·唐蘭、華倫·J·諾斯、阿倫·O·甘布爾組成的三人小組起草了有關宇航员的公務員工作規範。小組建議，根據資歷和經驗，太空人的公務員級別為12至15級，年薪為8,330美元至12,770美元。另外，文件又描述了太空人的職責：
雖然在早期階段，整個衛星運行都可以在無人環境下進行，但太空人將在飛行過程中發揮重要作用：他需要監測艙內環境和進行必要的調整，不斷顯示自己的位置、高度、儀器讀數，有能力操作姿態控制和從軌道下降，以及運作通訊系統。此外，太空人也要進行儀器無法進行的研究觀察，包括生理、天文、氣象方面。
儘管專家小組認為許多人都可能具備所需的技能，例如是飛機駕駛員、潛水員、深海潛水員、登山者，但小組最終認為只有軍隊的试飞员最能滿足這些要求。太空人遴選幾乎肯定涉及機密資料處理，而只接受軍事試飛員將會簡化整個過程，還能滿足安全要求。1958年12月的最後一周，格倫南、德萊頓、吉爾魯斯作出只接受軍事試飛員申請的決定。但是，他們未有忽略在民用項目中使用軍事試飛員的諷刺意味，而且有鑒於總統明確傾向在軍事領域之外開展太空計劃，格倫南決定最好先讓艾森豪威爾過目。會面過後，總統同意由軍事試飛員出任太空人。
小組還制定了遴選標準。太空人必須符合以下條件：
1. 40歲以下
2. 身高低於180厘米（5呎11吋）
3. 身體狀況良好
4. 擁有學士學位或同等學歷
5. 試飛員學校畢業生
6. 總飛行時間不少於1,500小時
7. 是合資格的噴射機飛行員

由於水星飛船的尺寸較小，無法容納太高的人，因此小組才會加入身高條件。另外，雖然當時還不確定太空船是否可以進行傳統意義上的駕駛，但從一開始太空船設計就提供了某程度的手動控制。

## 遴選過程

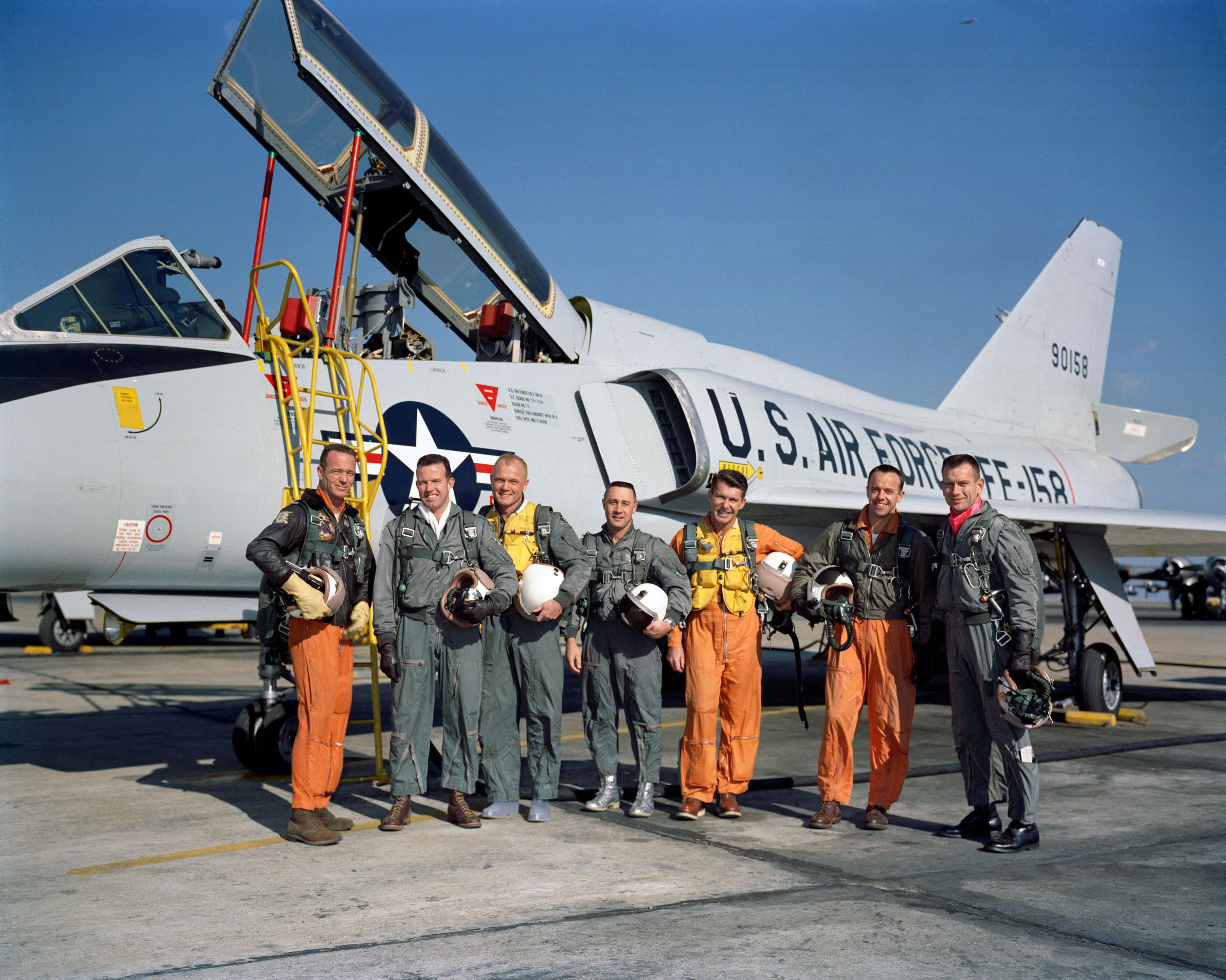
七人與F-106三角标枪战斗机的合影

遴選過程的第一步是從美国国防部取得試飛員學校畢業生的服役記錄。所有軍種都同意充分合作，並移交紀錄：初步有508名試飛員符合條件，其中有225名來自空軍，225名來自海軍，23名來自海軍陸戰隊，35名來自陸軍。1959年1月，唐蘭、諾斯、甘布爾以及心理學家羅伯特·B·沃斯（Robert B. Voas）查閱記錄，並確定了110名符合其餘最低標準的飛行員（海軍陸戰隊5名、海軍47名、空軍58名）。然後，110名飛行員被分成三組，最有希望成為太空人的則集中在第一組。
69名候選人分兩批被帶到位於华盛顿哥伦比亚特区的五角大楼。1959年2月2日，首批35人在大樓集結；海軍和海軍陸戰隊軍官受到海軍作戰部長阿利·伯克上將歡迎，空軍軍官則受到空軍參謀長托馬斯·D·懷特將軍接見。兩人都承諾支持太空計劃，並保證候選人的職業生涯不會受到不利影響。NASA官員隨後向候選人介紹水星計劃，承認任務可能存在危險，但強調它對國家意義重大。NASA向候選人作了三次簡要介紹：第一個是關於NASA和水星計劃；第二個是關於飛行員在該計劃中的角色；第三個是有關擬議的太空人培訓大綱。下午，NASA遴選委員會與各候選人進行簡短的個人會面。委員會強調，候選人是否參與計劃全屬自願，即使拒絶也不會對他們的職業生涯帶來負面影響。此時，有數名候選人萌生退意，當場拒絶。
其餘候選人於第二天到同樣位於華盛頓哥倫比亞特區的NASA總部報到，接受進一步篩選。沃斯安排候選人參與一系列考試：測量智商的米勒類比測試、衡量工程能力的明尼蘇達工程類比測試（Minnesota Engineering Analogies Test）、考核數學能力的多貝爾特數學推理測試（Doppelt Mathematical Reasoning Test）。唐蘭、諾斯、甘布爾負責面試環節；他們在面試中問及技術問題，並詢問候選人申請參加的動機。兩位來自空軍的精神科醫師喬治·E·拉夫（George E. Ruff）和埃德溫·Z·利維（Edwin Z. Levy）負責評估候選人的精神健康，同屬空軍出身的航空軍醫威廉·S·奧格森（William S. Augerson）則查看候選人的醫療記錄。當中部分候選人被發現身高超標，因而淘汰出局。
一周後，第二批的34名候選人重複了上述過程。在兩批共69人之中，有6人被發現身高超標，15人因其他原因被淘汰，另有16人自願放棄。如此以來，符合資格的候選人便剩下32人：15人來自海軍，15人來自空軍，2人來自海軍陸戰隊。由於合資格人數超出NASA預期，加上NASA認為按照計劃從中挑選出12位太空人綽綽有餘，所以他們決定不再考慮剩餘的41名候選人。另一方面，由於候選人對於計劃展現出高度興趣，預料很少人會在訓練期間退出，這意味著有些完成訓練的人將無法參加水星計劃。為免造成不公，STG成員喬治·M·洛建議選定人數縮減至六人。
隨後，在退休空軍準將阿爾伯特·H·史維坦柏格（Albert H. Schwichtenberg）的指導下，32名候選人在洛夫萊斯診所和賴特航空航天醫學實驗室接受一連串艱苦的身體和心理測驗。這些測試包括在跑步機和傾斜床上接受數小時訓練和試驗，將雙腳浸入冰水中，服用三劑蓖麻油，以及進行五次灌腸。在這一階段，只有吉姆·洛弗尔這位候選人因健康原因而被淘汰，但後來發現是診斷錯誤。1959年3月下旬，遴選過程進入最後階段，唐蘭和諾斯把候選人數由31名縮減至18人。縱使減少了入選者人數，但唐蘭等人仍然無法協調得出最後六人；最終，吉爾魯斯態度軟化，把入選人數由六人升至七人。
1959年4月1日，唐蘭致電獲選中的七人，並詢問他們仍否願意成為水星計劃的太空人，所有人均答應。NASA也有致電落選的24位候選人，一方面感謝他們的參與，另一方面邀請他們申請將來舉辦的太空人選拔。部分落選者在將來擁有傑出的軍事生涯。當中三人如願成為太空人，包括在1962年入選第二組的洛弗爾和皮特·康拉德，以及在1966年入選第五組的爱德华·吉文斯。另有部分人後來獲取高階軍銜：小勞倫斯·海沃斯成為海軍少將；羅伯特·B·鮑德溫和威廉·P·勞倫斯成為海軍中將；托馬斯·B·海沃德成為海軍上將，先後指揮第七艦隊和太平洋艦隊，更官拜海軍作戰部長。不過，也有一些落選者不久後便因故離世，例如死於飛機事故的小哈爾沃·M·埃克倫（Halvor M. Ekeren, Jr.，歿於1959年4月8日）、傑克·B·梅奧（Jack B. Mayo，歿於1961年1月11日）、哈爾·R·克蘭德爾（Hal R. Crandall，歿於1963年7月24日），以及因邊和空軍基地飛機連環爆炸而喪生的羅伯特·G·貝爾（Robert G. Bell，歿於1965年5月16日）。

## 合資格者
獲選中的七人分別是海軍上尉斯科特·卡彭特、空軍上尉戈尔登·库勃、海軍陸戰隊中校约翰·格伦、空軍上尉古斯·格里森、海軍少校瓦尔特·施艾拉、海軍少校艾伦·谢泼德、空軍上尉迪克·斯雷顿。七人均為白人男性；當時軍事試飛員學校尚未接受女性入讀，另一方面雖然1958年1月空軍試飛員學校誕生了首位畢業的非裔美國人（即小約翰·L·懷特黑德），但他未有躋身最後七強。不過，「水星計劃七人」的相似之處遠不止於選拔標準這麼簡單：七人之中有四人與父親同名，所有人均於美國出生，在鄉鎮長大，已婚並育有子女，而且都是新教徒。

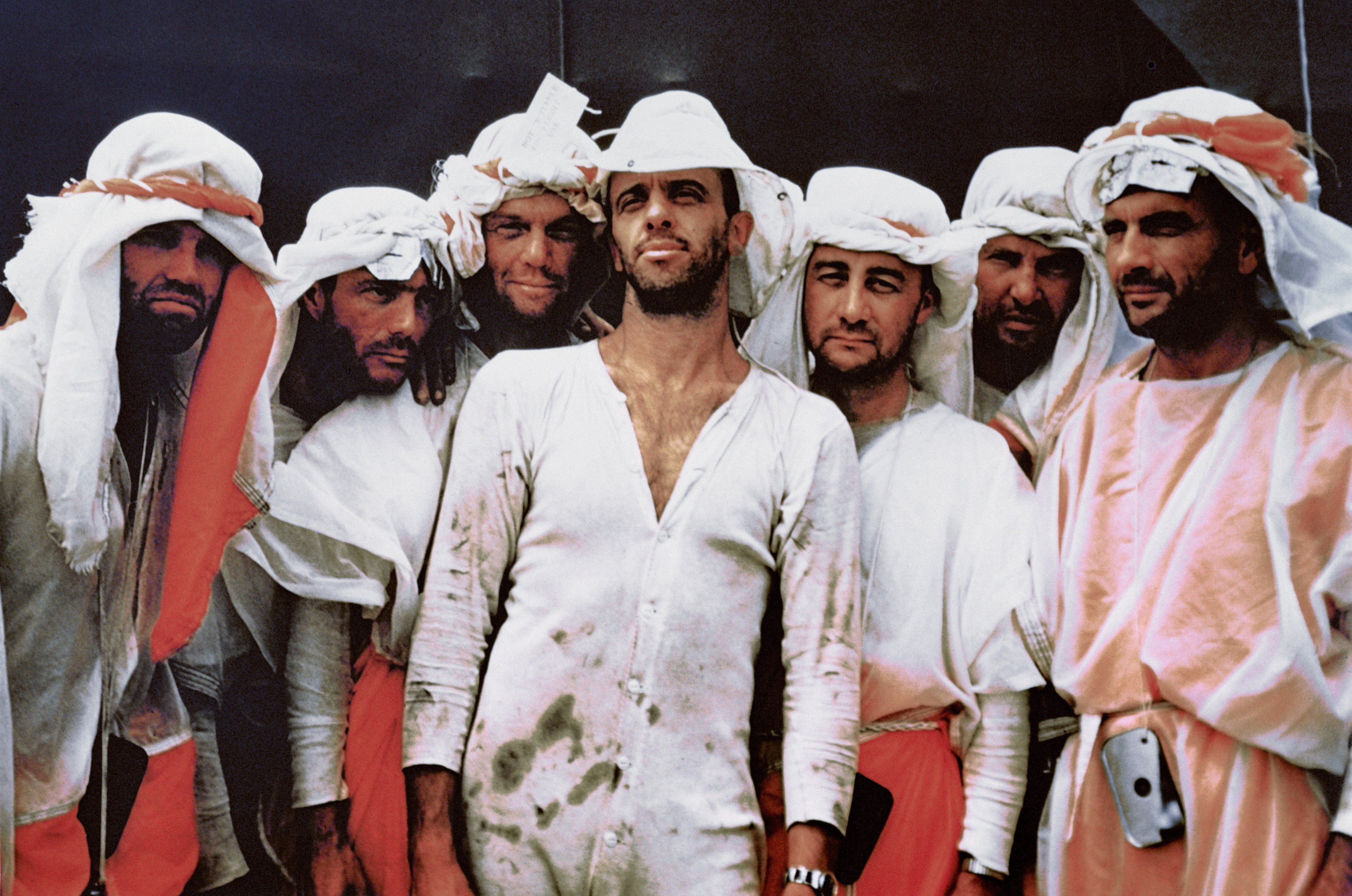
七人在內華達州參加求生訓練時的留影

七人入選時的年齡從32歲（庫珀）到37歲（格倫）不等。舒柏身高達180厘米（5呎11吋），是七人之中最高；最矮的是葛利森，身高為170厘米（5呎7吋）。由於入選者可以透過各類手段控制體重，因此體重不像身高那樣屬於嚴格的遴選標準，不過水星計劃的太空船仍設有82公斤（180磅）的體重限制。庫珀體重68公斤（150磅），是七人之中最輕；格倫則觸及體重上限，重82公斤（180磅）；施艾拉體重超標，重84公斤（185磅），因此必須減重才能獲錄取。格倫和施艾拉參加計劃期間都不得不小心翼翼地控制體重。七人的智商範圍為135至147。
七人都曾在1940年代就讀於大專院校。五人在獲錄取前便已取得學士學位，其中舒柏和施艾拉分別於1944年和1945年畢業於马里兰州安纳波利斯的美国海军学院。史雷頓於1949年畢業於明尼苏达大学，取得航空太空工程學士學位。葛利森於1950年取得普渡大學的机械工程學士學位，再於1956年取得空軍技術學院的航空力學學士學位。庫珀則經過十年斷斷續續的學習，終於1956年在美國空軍技術學院完成航空航天工程學士學位。然而，格倫和卡本特未能滿足學校的畢業要求；格倫尚未完成他的高年級駐院醫生考試或期末水平考試，卡本特則未完成傳熱學的最後一門課程。兩人都是在專業同等的基礎上被NASA錄取，最終他們在1962年參與載人飛行任務後，獲頒學士學位：格倫獲馬斯金格姆大學授予工程學學位，卡本特則獲科羅拉多大學博爾德分校授予航空太空工程學學位。
七人的平均飛行時間約為3,500小時，其中約1,700小時為噴射機飛行時數。七人之中，只有卡本特在其職業生涯大部分時間裡負責駕駛多引擎巡邏機，其他人都是戰鬥機飛行員。
雖然事前接受了一系列身體檢查，但最終史雷頓獲告知患有病因不明的心房顫動，導致他在首次太空飛行和第二次軌道飛行任務之前兩個月被禁飛。

## NASA引見

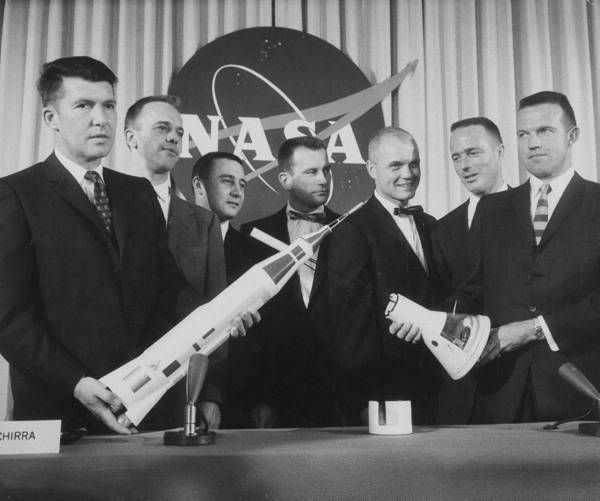
七人在記者會上首度亮相

1959年4月9日，NASA在華盛頓哥倫比亞特區召開記者會，正式公布七名參與水星計劃的太空人。除了「水星計劃七人」（Mercury Seven）這個外號，他們又被稱為「最初七人組」（Original Seven）和「第一組太空人」（Astronaut Group 1）。儘管NASA視水星計劃為確定人類能否承受太空旅行的實驗，但這七個人隨即成為了國家英雄，《時代》雜誌甚至將他們與哥倫布、麥哲倫、丹尼爾·布恩、萊特兄弟相提並論。會上大約有兩百位記者出席，用於宣布消息的房間座無虛席，讓不習慣這種場面的太空人們感到震驚。
由於他們身著西裝，記者未有把他們視為軍事試飛員，反而認為他們是「成熟，中產階級，身高和相貌一般，有家室的人」。令太空人吃驚的是，記者在提問環節沒有問及他們的作戰經歷、飛行經驗或水星計劃的細節，而是聚焦在個人生活方面。期間，格倫把握著記者「想要向民眾展示七人的純潔和高尚行為，而他們將會在世界舞台上擊敗蘇聯」的情緒，發表了有關「上帝、國家、家庭」的演說，宣稱：「如果我們不充分發揮自己的聰明才智，自願參加對國家和整個世界都如此重要的活動，那就是我們的失職。當然，這對國家來說意義重大。」其他太空人也紛紛效仿，雄辯地講述他們作為首批進入太空的美國人的責任感和使命感。記者們以熱烈的掌聲來回應七人的講話。
七人承認他們的試飛員工作很危險；格倫在海軍服役的三年內，便有12位試飛員殉職。當被問及家人對他們從事如此危險的工作有何看法時，大部分人都感到驚訝，因為他們從未考慮過這個問題。格倫回答道：「我認為如果家裡沒有相應支持，我們任何一人都不可能真正去做這樣的事情。我妻子對這件事的態度，和我一直以來對飛行的態度一樣。如果這是我想做的事，她和孩子們都會百分之百地支持。」卡本特宣稱，當NASA致電通知他獲選為太空人時，他正身處海上，故其妻代他回答並願意接受這份工作。這番話引來全場一片掌聲雷動。他的選擇也考驗了海軍對水星計劃的承諾；當時他所在艦艇「大黃蜂號」的艦長拒絕批准，令伯克不得不親自干預。
1959年1月，在庫珀與另一名軍官的妻子發生婚外情後，其妻楚迪（Trudy）帶著兩個女兒離開了他，並搬到聖地牙哥。遴選期間，面試官曾詢問庫珀的家庭狀況和關係，他謊稱自己與楚迪的婚姻幸福美滿。然而，他意識到NASA希望將太空人的形象塑造成熱愛家庭的男人，又深知自己所編作的故事經不起推敲，因此一有機會他便驅車前往聖地牙哥與前妻見面。在太空人妻子身份和金錢誘惑下，楚迪決定為了自己和女兒而同意參與這個騙局，假裝兩人仍是恩愛的夫妻。

## 成員名單
| 圖像 | 姓名                        | 出生日期和地點                  | 逝世日期       | 職業生涯簡介 | 參考                               |
| ---- | --------------------------- | ------------------------------- | -------------- | --- | ---------------------------------- |
|      | 馬爾康·史葛·卡本特          | 1925年5月1日 科羅拉多州博爾德   | 2013年10月10日 | 卡本特於1949年加入海軍，專職駕駛多引擎的P-2海王星巡邏機。1954年，他自馬利蘭州帕图森河海军航空站美国海军试飞员学校第13班畢業。1962年，他執行水星計劃第四次載人飛行任務——水星-宇宙神7號，乘坐極光7號太空船環繞地球軌道三圈。1963年秋天，他向NASA請假，參加海軍的實驗性水下居住艙計劃「SEALAB」，並在一場電單車事故中導致左臂受傷。他在1964年和1967年先後接受手術，但均未能改善病情。最終，他在1967年8月向NASA請辭，再於1969年從海軍退役，軍銜為退役中校。 | [ 73 ] [ 74 ] [ 75 ]               |
|      | 小勒羅伊·高登·「高多」·庫珀 | 1927年3月6日 奧克拉荷馬州肖尼   | 2004年10月4日  | 庫珀於1949年加入空軍，曾在德國駕駛F-84雷霆式噴射戰鬥機和F-86軍刀戰鬥機長達四年。1956年，他自加利福尼亞州爱德华兹空军基地美國空軍試飛員學校第56D班畢業。1963年，他執行水星計劃最後一次載人飛行任務——水星-擎天神9號，乘坐信仰7號太空船進入地球軌道。他是首位在軌超過一天的美國太空人，也是最後一位單獨進入太空的太空人。1965年8月，他乘坐双子座5号再度遨遊太空。1969年，他成為阿波罗10号替補指令長。不過，他在双子座计划訓練時鬆懈，又不著緊個人安全，令他與史雷頓在此事上產生矛盾。在舒柏獲得阿波羅號的潛在指揮權後，庫珀認為此舉無疑是剝奪了他的登月機會，同時又對自己停滯不前的太空人生涯感到沮喪，故於1970年7月離開NASA，並以上校軍銜從空軍退役。 | [ 78 ] [ 79 ] [ 80 ] [ 81 ] [ 82 ] |
|      | 小尊·赫歇爾·格倫            | 1921年7月18日 俄亥俄州劍橋      | 2016年12月8日  | 格倫於1942年加入海軍，並於1943年轉入海軍陸戰隊。他以戰鬥機飛行員身份先後參與第二次世界大战的太平洋战争，国共内战以及朝鲜战争，合計擊落三架米格-15战斗机。1954年，他自美國海軍試飛員學校第12班畢業，取得試飛員資格。1957年，他完成了橫跨美國的首次超音速跨大陸飛行。1962年，他執行水星計劃第三次載人飛行任務——水星-宇宙神6号，乘坐友誼7號太空船，首度進入地球軌道，並環繞軌道三圈。這也使他成為首位進入地球軌道的美國太空人。他於1964年從NASA退休，再於1965年以上校軍銜從海軍陸戰隊退役。1974年至1999年間，他出任聯邦參議院議員（民主黨籍），代表俄亥俄州。1998年，在擔任參議員期間，他獲選為平民載荷專家，乘搭發現號太空梭參與為期9日的STS-95任務，並以77歲高齡成為環繞地球軌道飛行的最年長者。 | [ 83 ] [ 84 ] [ 85 ] [ 86 ]        |
|      | 維吉爾·伊凡·「加斯」·葛利森 | 1926年4月3日 印第安纳州米切爾   | 1967年1月27日  | 葛利森於1950年加入空軍，在韓戰期間駕駛F-86軍刀戰鬥機執行了100次作戰任務。1956年，他自加利福尼亞州愛德華茲空軍基地美國空軍試飛員學校第56D班畢業（與庫珀同班）。1961年，他執行水星計劃第二次載人飛行任務——水星-红石4号，乘坐自由鐘7號太空船完成第二次亞軌道飛行。1965年，他擔任双子座3号的指令機師，執行双子座计划首次載人飛行任務，成為首位兩度飛入太空的美國太空人。隨後，他獲任命為阿波罗1号的指令長。1967年1月27日，太陽神1號指揮艙進行預發射測試時發生火警，他不幸遇難。他在離世前已獲得中校軍銜。 | [ 87 ] [ 88 ] [ 89 ]               |
|      | 小禾達·「禾利」·馬蒂·施艾拉 | 1923年3月12日 新泽西州哈肯薩克  | 2007年5月3日   | 施艾拉於1945年從於馬利蘭州安納波利斯的美國海軍學院畢業，並在第二次世界大戰期間服役。1948年，他取得飛行員資格。1950年韓戰爆發後，他申請了空軍的交流項目，成為戰鬥機飛行員，以增廣戰鬥經驗。他合共執行了90次作戰任務，擊落兩架米格戰鬥機。1958年，他自美國海軍試飛員學校第20班畢業。他先後參與了三次載人飛行任務，分別是1962年的水星-擎天神8號（水星計劃第三次地球軌道飛行任務），1965年的双子座6A号，以及1968年的阿波罗7号（阿波罗计划首次載人飛行任務）。他是首位三度進入太空的人，也是唯一一位執行過水星、雙子座、太陽神任務的人。1969年，他向NASA請辭，再以上尉軍銜從海軍退役，並加入CBS新聞，在轉播太陽神登月任務時與沃尔特·克朗凯特共同播報。 | [ 90 ] [ 91 ]                      |
|      | 小亞倫·巴列特·舒柏          | 1923年11月18日 新罕布什尔州德里 | 1998年7月21日  | 舒柏於1944年從於馬利蘭州安納波利斯的美國海軍學院畢業，並在第二次世界大戰期間服役。他於1947年取得飛行員資格，再於1950年從美國海軍試飛員學校畢業，取得試飛員資格。1961年，他執行水星計劃首次載人飛行任務——水星-红石3号，乘坐自由7號太空船，進行次軌道太空飛行，成為第一個進入太空的美國人。他原定指揮最後一次水星任務——水星-宇宙神10号，但不久後NASA宣佈取消任務並結束水星計劃。後來，NASA啟動雙子座計劃，並選定舒柏為首次載人任務的指令長。然而，他在1963年確診美尼尔氏综合症，經治療後情況未有好轉，而被停飛。同年，他獲NASA任命為太空人辦公室主任，繼續參與太空計劃。他於1968年接受實驗性矯正手術後痊癒，並於1969年5月恢復飛行資格。1971年，他指揮太陽神計劃第三次登月任務——阿波罗14号，成為第五位踏上月球的人，也是登月時年齡最大的太空人。之後，他的軍銜獲提升至少將，成為首位達至這一軍銜的太空人。1974年，他正式從NASA和海軍退役。 | [ 92 ] [ 93 ]                      |
|      | 唐納德·肯特·「迪克」·史雷頓 | 1924年3月1日 威斯康辛州斯巴達   | 1993年6月13日  | 史雷頓於1942年加入陸軍航空兵團，第二次世界大戰期間在歐洲和太平洋上空執行作戰任務。他於1951年加入明尼蘇達空軍國民警衛隊，再於1952年加入空軍。之後，他從加利福尼亞州愛德華茲空軍基地美國空軍試飛員學校第55C班畢業，並在空軍測試中心擔任試飛員。在執行水星計劃載人飛行任務前夕，他確診心律不整（病因不明的心房顫動），因而被NASA和空軍下令停飛。1963年，他以少校軍銜從空軍退役，但仍留在太空計劃中，先是出任太空人辦公室主任（當時此為非正式名稱），後又擔任飛行機組運營主任。1970年7月，他恢復飛行資格。1975年7月，他參加阿波罗-联盟测试计划，出任對接艙駕駛員，乘坐最後一艘阿波羅太空船進入太空。1982年，他正式從NASA退役。 | [ 94 ] [ 95 ] [ 96 ]               |

## 影響

### 太空船設計

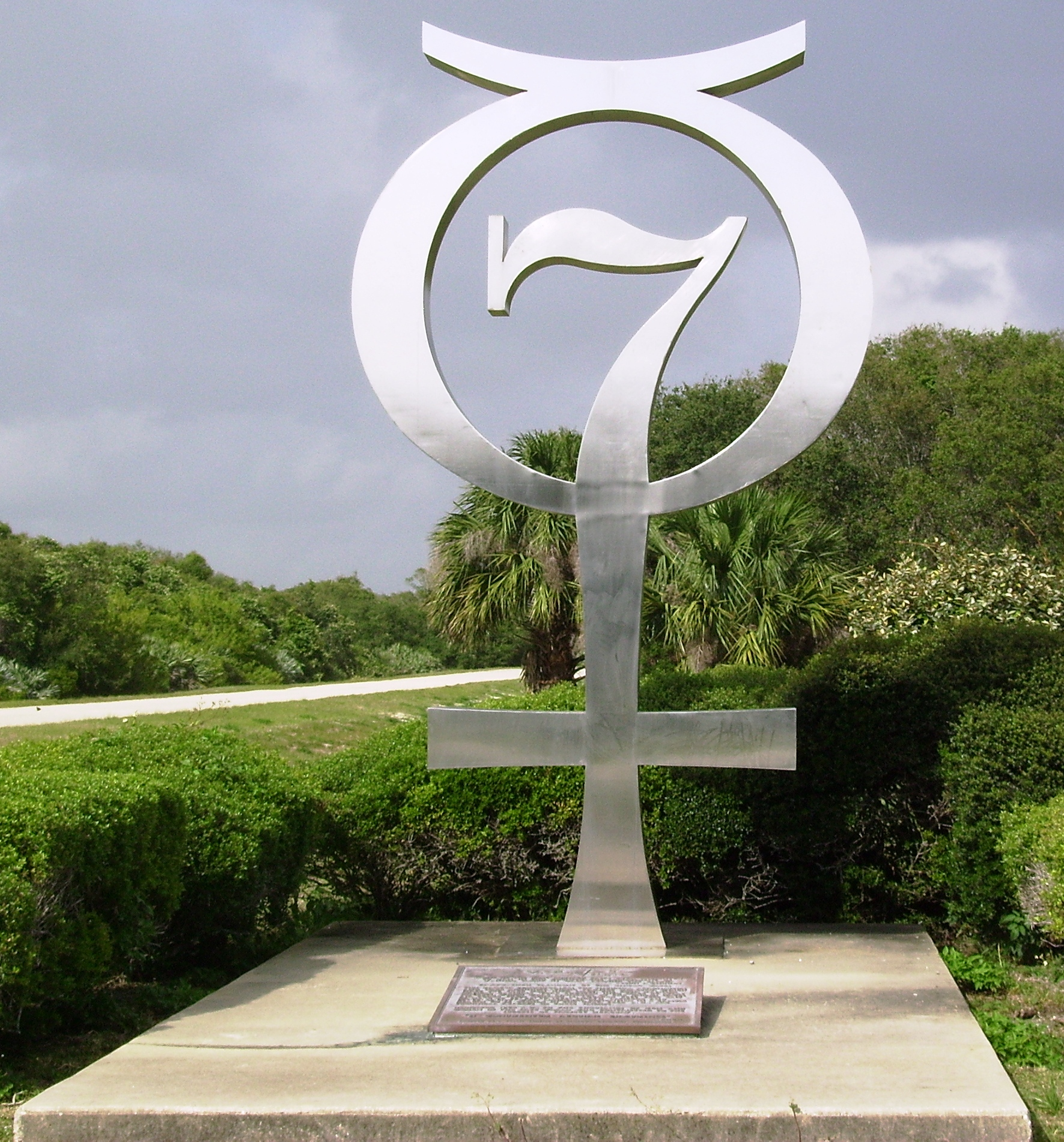
位於卡纳维拉尔角空军基地14号发射台的水星計劃七人紀念碑

與七人之前所駕駛的載具相比，水星太空船完成度較低。1959年5月18日，他們到卡纳维拉尔角首次觀看火箭發射，卻親眼目睹擎天神運載火箭升空後爆炸，舒柏隨後打趣道：「好吧，還好他們把那個處理掉了。」其他人紛紛和應。這是試飛員面臨危險時的典型黑色幽默；但是，他們後來私下評估過，七人之中可能會有一人有去無回。他們參與計劃的設計和規劃，並分工合作：卡本特接受過機載電子和天文導航方面的培訓，因此他負責太空船的通信和導航系統；葛利森擁有機械工程學位，故負責姿態控制系統；格倫擁有駕駛多類飛機的經驗，因此他負責監督駕駛艙的佈局；施艾拉負責生命保障系統和壓力衣；舒柏借鑒自己的海軍軍官經驗，負責管理追蹤網路，並就回收行動與海軍聯絡；庫珀和史雷頓均是具有工程背景的空軍軍官，因此兩人負責與紅石兵工廠和康维尔公司打交道，兩家機構後來分別製造出計劃所需的紅石和擎天神推進器。另外，水星太空船的設計很大程度上受到太空人影響：他們堅持安裝窗戶，並要求在駕駛太空船時擁有更大的自主權。

### 太空人形象、福利
太空人們仍以軍官身份服役，並按照軍階領取工資。根據軍方在旅行費用補貼方面的規定，即日來回的每日津貼為9美元，過夜旅行的每日津貼為12美元，其中不包括住宿費和餐費。每月的飛行津貼也是他們收入的重要組成部分，金額由190美元至245美元不等。由於他們時常乘坐商業航班前往全國各地參加會議，所以他們在旅行時會避免花錢，以免承擔超出津貼的費用。津貼之低更迫使他們在周末賺取飛行津貼。葛利森和史雷頓會定期驅車前往蘭利空軍基地，嘗試每月飛行規定的四個小時，期間還需要與各上校和將軍爭奪T-33教練機的使用權。庫珀則前往位於田纳西州的麥基爾泰臣空軍國民警衛隊基地，其友人會讓他駕駛高性能的F-104B戰鬥機。後來，庫珀與《華盛頓星報》記者威廉·海因斯（William Hines）共進午餐時提到這個問題，該報隨即把此事公諸於世。庫珀亦有與眾議院議員詹姆斯·G·富爾頓商討。此事最後由眾議院科學、太空與技術委員會接手處理。數週之內，太空人便獲得優先在蘭利空軍基地使用空軍T-33、F-102、F-106的權利。1962年，NASA購買了一支T-38教练机機隊供太空人使用。

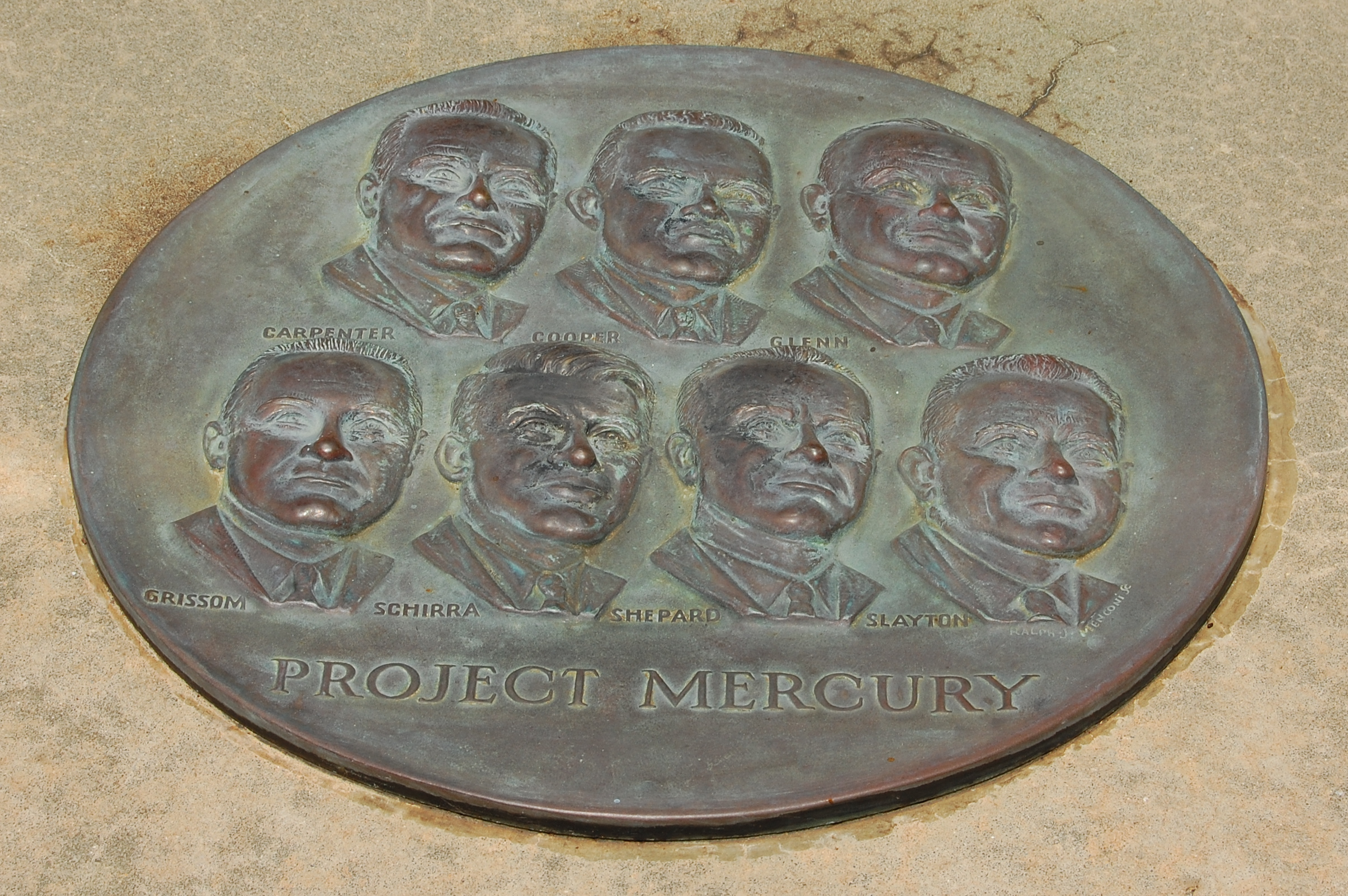
14號發射台的牌匾

在1961年5月水星-紅石3號之後，舒柏獲通用汽车高層艾德·科爾贈送一輛全新的雪佛兰科尔维特，以表欽佩和感激之情。舒柏的同僚對此羨慕不已。後來，1960年印第安納波利斯500冠軍、佛羅里達州墨爾本雪佛蘭經銷商吉姆·拉斯曼嗅出商機，遊說科爾把此轉化為持續的營銷活動：為全國最重要的英雄們提供特殊租賃服務計劃。從此以後，太空人可以每年一美元的價格租用最新的雪佛蘭 Corvette。除了格倫之外，其他人都接受了這個提議。庫珀、葛利森、舒柏很快就駕駛著跑車在卡納維拉爾角周圍馳騁；當地警察雖然對這些危險的舉動感到頭痛，但礙於七人的成就，亦只能裝作沒看見。從市場營銷的角度來看，這個項目非常成功，並幫助高價的雪佛蘭 Corvette成為令人嚮往的車款。
七人確立了太空人的風格和外觀。航空太空工程師基恩·克蘭茨後來回憶道：「我很快就明白，如果看到有人穿著班綸絲質地的短袖襯衫，戴著飛行員式太陽眼鏡，那麼該人肯定是太空人。」在忙於飛行訓練的同時，七人會酗酒狂歡，部分更與蜂擁而至的女性追星族有染。為了滿足公眾的好奇心，各路媒體一有機會便會報導太空人及其家人的生活細節；為此，NASA會想方設法維護太空人的公眾形象，免受婚外情、離婚等醜聞影響，令「整潔體面的美國男孩」形象不受絲毫玷污。庫珀後來回憶道：「NASA內部某些人十分著重公眾形象，因為他們認為『婚姻失敗可能導致太空人作出錯誤決定，從而使自己和他人付出生命的代價』。」
NASA認為七人的太空冒險故事應該屬於廣大納稅人，而非成為某家媒體的獨家報導，因此拒絕連鎖報紙雜誌和廣播電視網絡的競標；不過，NASA容許七人出售他們的個人故事。經商討後，七人同意平分訪談所得的任何收益。1959年8月，他們委聘律師C·利奧·德奧西（C. Leo DeOrsey）為經紀人，由他代表七人與《生活》雜誌談判，並簽訂一份價值50萬美元的獨家合同，以換取對他們的私生活、住宅、家庭的獨家訪問權。他們把這筆錢投保人壽保險；在1959年8月至1963年5月15日期間，他們每人收到了71,428.71美元。另外，在1959年至1963年間，七人的官方發言人是NASA公共事務官員、空軍中校約翰·A·鮑爾斯，因此他被媒體稱為「太空人的聲音」，甚至是「第八位太空人」。

### 太空人制度

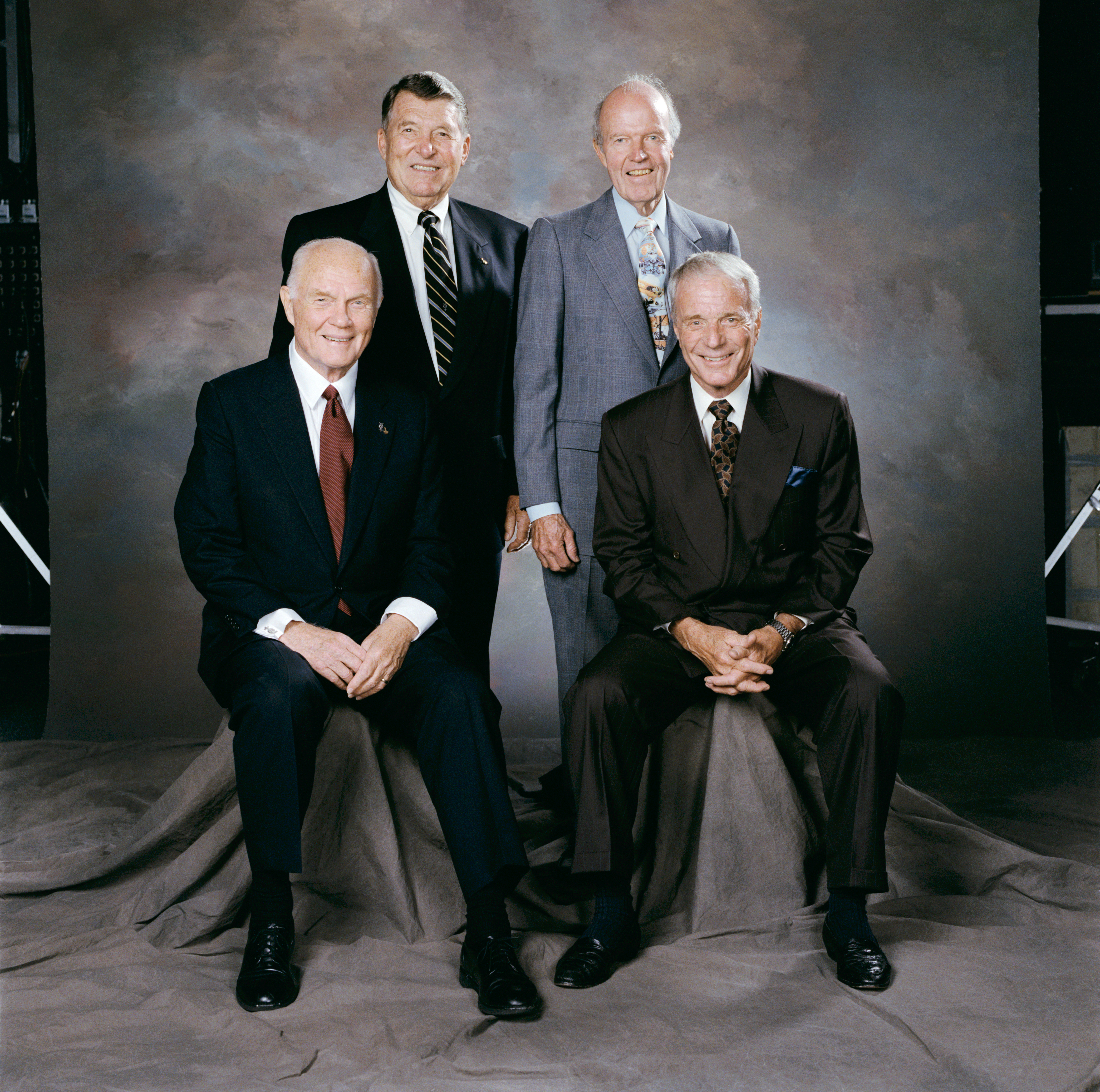
1998年舒柏追悼會後，四名倖存的水星計劃太空人的合影。由左至右分別是格倫、施艾拉、庫珀、卡本特。現時所有人均已辭世

1960年代，愈來愈多的人通過選拔成為太空人，但七人仍然在管理決策方面具話語權。史雷頓領導著飛行機組運營局，舒柏則負責管理該局旗下三個部門之一的太空人辦公室。由於首30名太空人中有26名是軍人，因此太空人辦公室具備一定軍隊特質；不過，鮮有太空人會穿著軍裝，甚至一年只穿一次。太空人們會每兩週舉行一次軍隊風格的飛行員會議，討論未來兩週的活動計劃，再在會後召開裁決糾紛的聽證會「上校的懲罰」（Captain's Mast）並處以非司法性懲罰。
舒柏以「按軍銜享受權利」的方式管理太空人辦公室。水星計劃七人和1962年選出的第二組太空人在林登·约翰逊太空中心4號大樓外擁有自己的停車位，而後來選上的太空人必須爭奪剩餘的停車位。另一方面，舒柏禁止年資較淺的太空人收受禮物和擔任兼職顧問或教師，但自己卻出任休斯敦貝敦國家銀行（Baytown National Bank）的副總裁和共有人，並在這項工作上投入大量時間。不過，太空人訓練是無分等級，而且純屬自願。客觀地說，假如把水星計劃七人與新進太空人比較，前者沒有任何優勢，反而可能會威脅到他們的特權地位、管理控制，以及飛行任務的優先權。根據第三组宇航员瓦尔特·康尼翰的說法，七人處於等級制度的頂端，只有將其放在測量線上才有可能失敗，因此他們拒絕留下任何可供對比的紀錄。直至1970年代七人悉數退役，太空人辦公室的控制權移交予喬治·艾比後，辦公室的性質才出現變化。

### 任務之後
1962年，七人合著並出版書籍《我們七人》（We Seven），以第一手資料記述他們被選中和準備執行水星任務的過程。1979年，汤姆·沃尔夫在著作《真材實料》（The Right Stuff）中發布了七人故事的未經刪減版本。沃爾夫的著作後來被改編為1983年電影《太空先鋒》，以及2020年時代劇《太空先鋒》。另外，1965年電視劇《雷鳥神機隊》的主角史葛、維吉爾、高登、尊、亞倫分別向卡本特、葛利森、庫珀、格倫、舒柏致敬。
1984年，六人聯同古斯·格里森的遺孀貝蒂·葛利森創辦水星計劃七人基金會（Mercury Seven Foundation），為理工科學生籌集大學獎學金。1995年，基金會更名為太空人獎學金基金會（Astronaut Scholarship Foundation）。舒柏當選為首任主席，直至1997年10月才交棒予占·洛弗爾。
1962年，格倫成為首位進入地球軌道的美國太空人。1998年，在擔任參議員期間，他乘搭發現號穿梭機參與為期9日的STS-95任務，並以77歲高齡成為環繞地球軌道飛行的最年長者。2016年，作為水星計劃七人中最後和最年長的一位成員，他於俄亥俄州辭世，享耆壽95歲。

## 獎項和榮譽
1963年，水星計劃七人獲實驗試飛員協會頒授伊凡·金契羅獎，以表揚他們在飛行測試方面取得的傑出專業成就。同年，總統约翰·肯尼迪在白宮向七人頒發1962年科利爾獎，表彰他們開創了美國載人太空飛行的先河。位於卡纳维拉尔角空军基地14号发射台的水星計劃七人紀念碑於1964年11月10日落成，此地曾承擔了四次水星計劃的發射任務。一個包含報告、照片、影像的時間囊於同年埋在紀念碑下方，預定於2464年打開。

## 另見
- 水星13

## 備註
1. ↑  由於生產條件限制，史雷頓和格倫穿著噴塗了銀漆的工作靴拍攝宣傳照。[1]
2. ↑  按照美國消費者物價指數來計算，1958年的8,330美元至12,770美元，相當於2024的90,784.51美元至139,173.85美元。[12]
3. ↑  庫珀曾出任太陽神10號替補成員，按照任務慣例他將獲得阿波罗13号指令長一職。不過，當舒柏在1969年5月取得復飛批準後，負責太空人選擇的史雷頓卻委任前者為指令長，變相延後了庫珀的登月機會。[76][77]
4. ↑  按照美國消費者物價指數來計算，1955年的9美元，相當於2024的106美元。[12]
5. ↑  按照美國消費者物價指數來計算，1955年的12美元，相當於2024的141美元。[12]
6. ↑  按照美國消費者物價指數來計算，1955年的190美元至245美元，相當於2024的2,230美元至2,876美元。[12]
7. ↑  按照美國消費者物價指數來計算，1959年的50萬美元，相當於2024的539萬美元。[12]
8. ↑  按照美國消費者物價指數來計算，當時的71,428.71美元，相當於2024的733,619.44美元。[12]